# Volo TA-3B Skywarrior
L'incidente del volo TA-3B Skywarrior, con 8 vittime, fu un disastro aereo occorso a un volo di linea intercontinentale in servizio dall'Home Base del VQ-2 a Rota (Spagna), all'aeroporto di Napoli-Capodichino. Lunedì 9 luglio 1974 alle ore 13.00 UTC, l'aeromobile che effettuava il volo, un Douglas TA-3B Skywarrior della United States Navy, registrato "00"#144863, precipitò nei pressi delle campagne di Casoria, in località Arcopinto, al confine con Afragola, causando la morte di 5 passeggeri e 3 membri dell'equipaggio e il ferimento di 3 civili, un contadino e due bambini di otto anni.

## L'incidente
Il velivolo TA-3B partì l'8 luglio 1974 dalla Home Base del VQ-2 di Rota, in Spagna con destinazione Napoli. Sull'aereo, oltre all'equipaggio, vi erano anche membri del personale che avrebbero dovuto imbarcarsi su aerei del VR-24 per raggiungere una portaerei nel Mar Mediterraneo.
Dopo aver atterrato a Napoli per un'ispezione di volo, venne riscontrata un'avaria e, poiché alla Naval Air Station di Napoli mancavano pezzi di ricambio, i militari chiesero aiuto a Rota. Giunti a Napoli, il personale tecnico insieme a un P-3 effettuarono i lavori fino alla mattina seguente.
Tuttavia, dopo aver imboccato la taxi way per dirigersi alla testata "06", effettuati la prova motori e altri controlli e ricevuta l'autorizzazione al decollo, il velivolo si allineò, mollò i freni e poco dopo si staccò da terra, continuando dritto e prendendo quota.
Effettuando una virata a sinistra, l'aereo, malgrado tutto, si inclinò a destra di 30° precipitando al suolo, in località "Arcopinto", tra Afragola e Casoria, disintegrandosi; l'impatto rilasciò fiamme e fumo nero circa 1500 metri dopo la testata 24.

## Le vittime
L'incidente provocò la morte di tre membri dell'equipaggio e cinque passeggeri:
- capitano di corvetta Dwight Irving Worrell (Fort Dodge, 22 febbraio 1935 - 9 luglio 1974)[3]
- LTJG Douglas I. Davis
- Nav. AMH2 Robert F. Carney
- AE2 William I. Bauler
- AQ2 John G. Pauljohn
- ADJ2 Robert S. Cherrington
- AIJ3 Orval T. May
- AE3 Carl F. Schwartz

## L'indagine
Le cause dell'incidente sono tuttora ignote. Molti hanno ipotizzato la perdita di un motore, uno split flap o un attacco cardiaco al pilota.
Tuttavia, il figlio di Worrell, Dwight Jr., ha escluso l'ipotesi del malessere del padre, all'epoca trentanovenne.